# دوروثي كومبز موريسون
دوروثي كومبز موريسون (بالإنجليزية: Dorothy Combs Morrison)‏ هي مغنية أمريكية، ولدت في 8 مايو 1944 في لونغفيو في الولايات المتحدة.

## وصلات خارجية
- دوروثي كومبز موريسون على موقع IMDb (الإنجليزية)
- دوروثي كومبز موريسون على موقع ميوزك برينز (الإنجليزية)
- دوروثي كومبز موريسون على موقع ديسكوغز (الإنجليزية)